# Azaz (distrikt)
Azaz (arabiska: منطقة اعزاز) är ett distrikt i Syrien.   Det ligger i provinsen Aleppo, i den norra delen av landet, 300 kilometer norr om huvudstaden Damaskus. Antalet invånare är 251 769.
Distriktet består till största delen av jordbruksmark. Runt Azaz District är det ganska tätbefolkat, med 86 invånare per kvadratkilometer.